# 테오도라 (11세기)
테오도라(그리스어: Θεοδώρα, 980년 - 1056년 8월 31일)는 1042년 언니 조이와 함께 동로마 공동 여제였으며 1055년부터 1056년에는 단독 여제였다.
테오도라는 콘스탄티노스 8세와 황후 엘레니 사이에서 태어난 셋째 딸이었다. 언니 조이보다 인물이 못하다고 알려져 있으며 언니자 로마노스 3세의 황후가 되고난 후 언니의 시기를 받아서 수녀원에 오랫동안 유폐되어 있었다. 그러다가 1042년 미하일 5세가 조이를 추방하자 성난 콘스탄티노폴리스주민들이 봉기를 일으켰는데 그때 조이와 함께 수도로 돌아와 공동으로 제국의 여제가 될 것을 강요받았다. 사이가 안 좋은 두 명의 자매, 두 사람의 여제가 다스리는 제국은 곧잘 삐걱거렸고 테오도라가 독신주의자였으므로 조이는 다시 남편을 찾아 결혼했다.
조이가 세 번째 남편 콘스탄티노스 모노마코스와 결혼하자 테오도라는 제위에서 물러나 황궁에서 조용히 살았는데 1050년 조이가 죽고 1055년 콘스탄티노스 황제도 죽자 그녀는 다시 여제의 지위에 올랐다. 그러나 이미 77살의 노령이어서 후계자로 미하일 브링가스를 정하고 1056년 미하일에게 제위를 넘겨주고 죽었다.
| 전임 미하일 5세 (1041 - 1042) | 동로마 제국의 여제(女帝) 첫 번째 재위기간 1042년 | 후임 콘스탄티노스 9세 (1042 - 1055) |

| 전임 콘스탄티노스 9세 (1042 - 1055) | 동로마 제국의 여제(女帝) 두 번째 재위기간 1055년 - 1056년 | 후임 미하일 6세 (1056 - 1057) |

## 같이 보기
- 동로마 황제